# Dednik
Dednik je naselje v Občini Velike Lašče.